# Papestra biren
Papestra biren là một loài bướm đêm trong họ Noctuidae.

## Hình ảnh

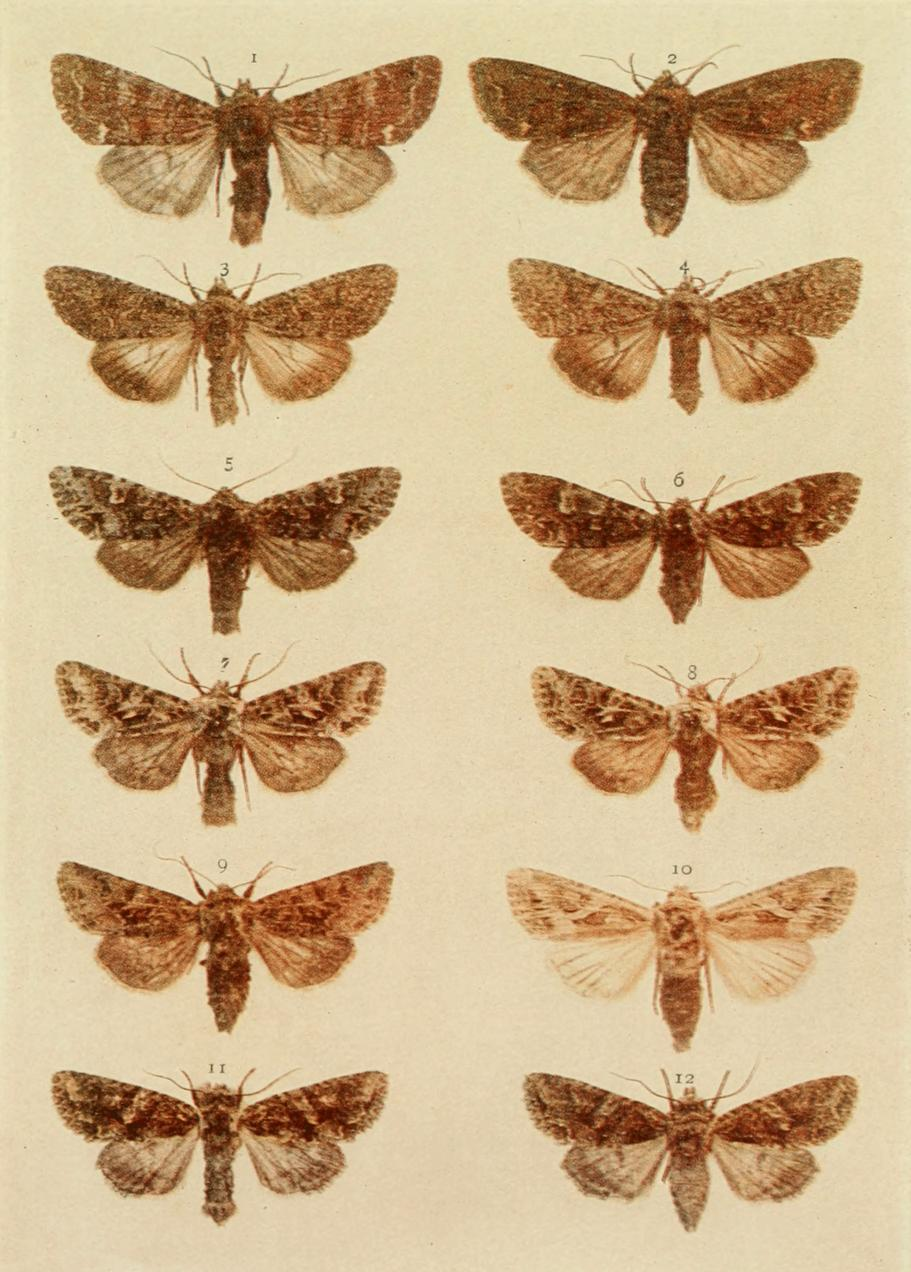
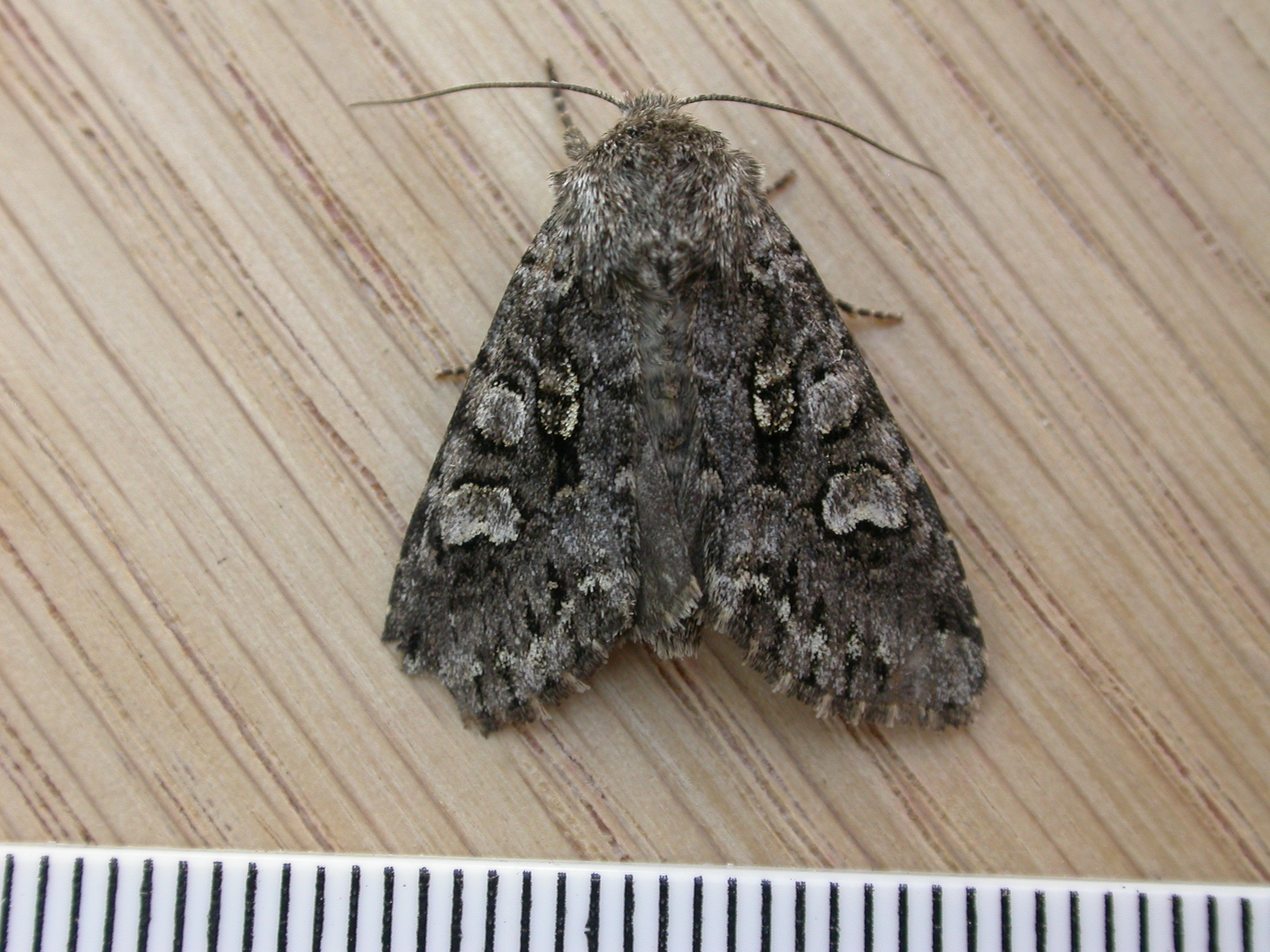
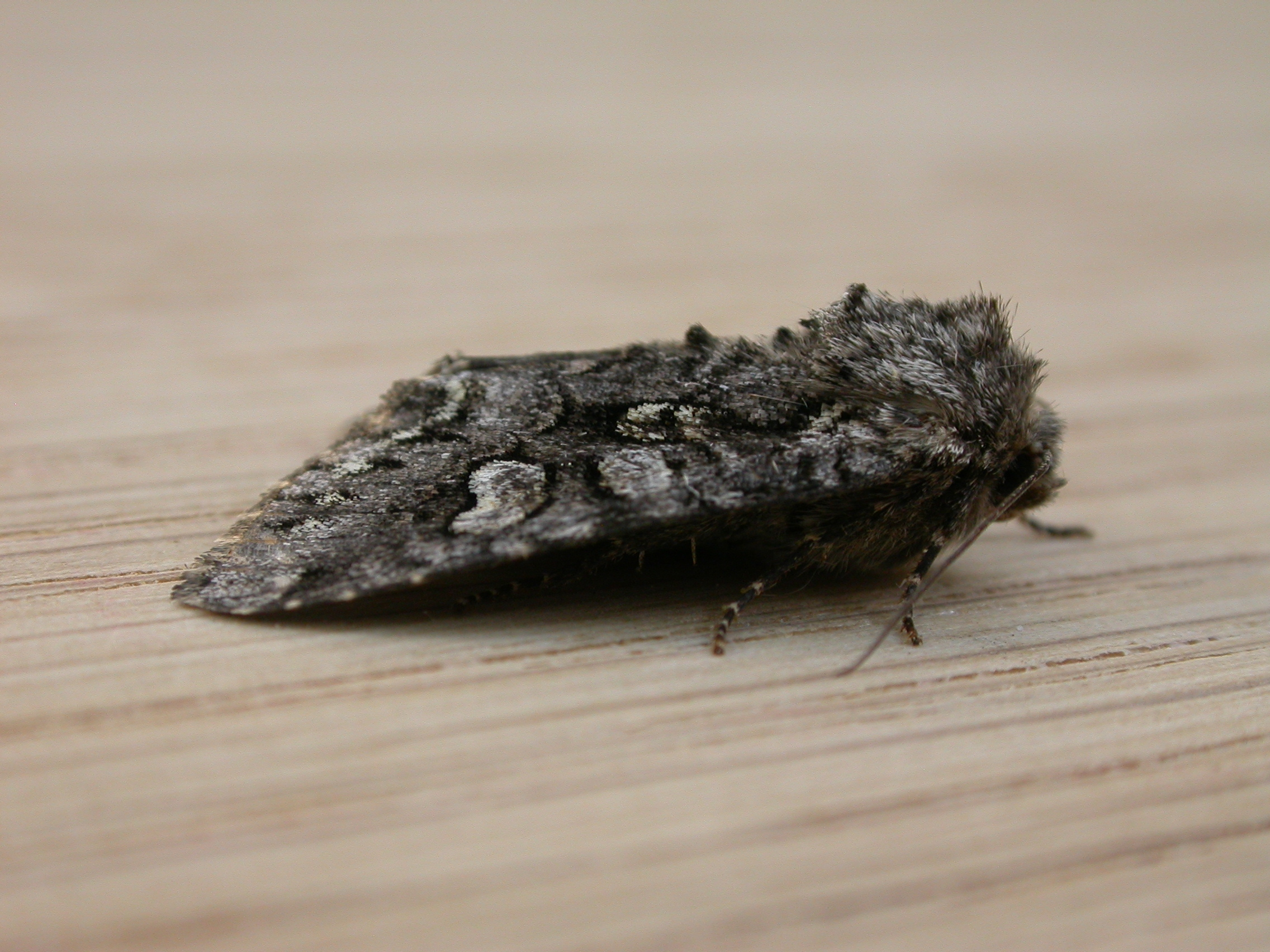